# Ulukent, Tavas
Ulukent là một thị trấn thuộc huyện Tavas, tỉnh Denizli, Thổ Nhĩ Kỳ. Dân số thời điểm năm 2010 là 1.025 người.